# Chie
Chie (jap. ちえ, チエ) – żeńskie imię japońskie.

## Możliwa pisownia
Chie można zapisać używając wielu różnych znaków kanji i może znaczyć m.in.:
- 恵, „mądrość/intelekt”[1]
- 智恵, „mądrość, łagodność” (całość znaczy: mądrość)
- 知恵, jak wyżej
- 千絵, „tysiąc (wiele), obraz”
- 千枝, „tysiąc (wiele), gałąź”
- 千恵, „tysiąc (wiele), łagodność (życzliwość, błogosławieństwo)”

## Znane osoby
- Chie Miyoshi (智恵), japońska lekkoatletka
- Chie Nakamura (千絵), japońska seiyū
- Chie Shinohara (千絵), japońska mangaka
- Chie Tanaka (千絵), japońska modelka and aktorka
- Chie Tsuji (知恵), japońska siatkarka
- Chie Yoshizawa (智恵), japońska siatkarka

## Fikcyjne postacie
- Chie Harada (千絵), bohaterka anime My-HiME, w anime My-Otome jej imię zmieniono na Chie Hallard (jap. チエ・ハラード Chie Harādo)
- Chie Hori (チエ), bohaterka mangi i anime Tokyo Ghoul:re
- Chie Maruyama, bohaterka mangi Uzumaki
- Chie Satonaka (千枝), bohaterka gry Shin Megami Tensei: Persona 4